# Monte Mo

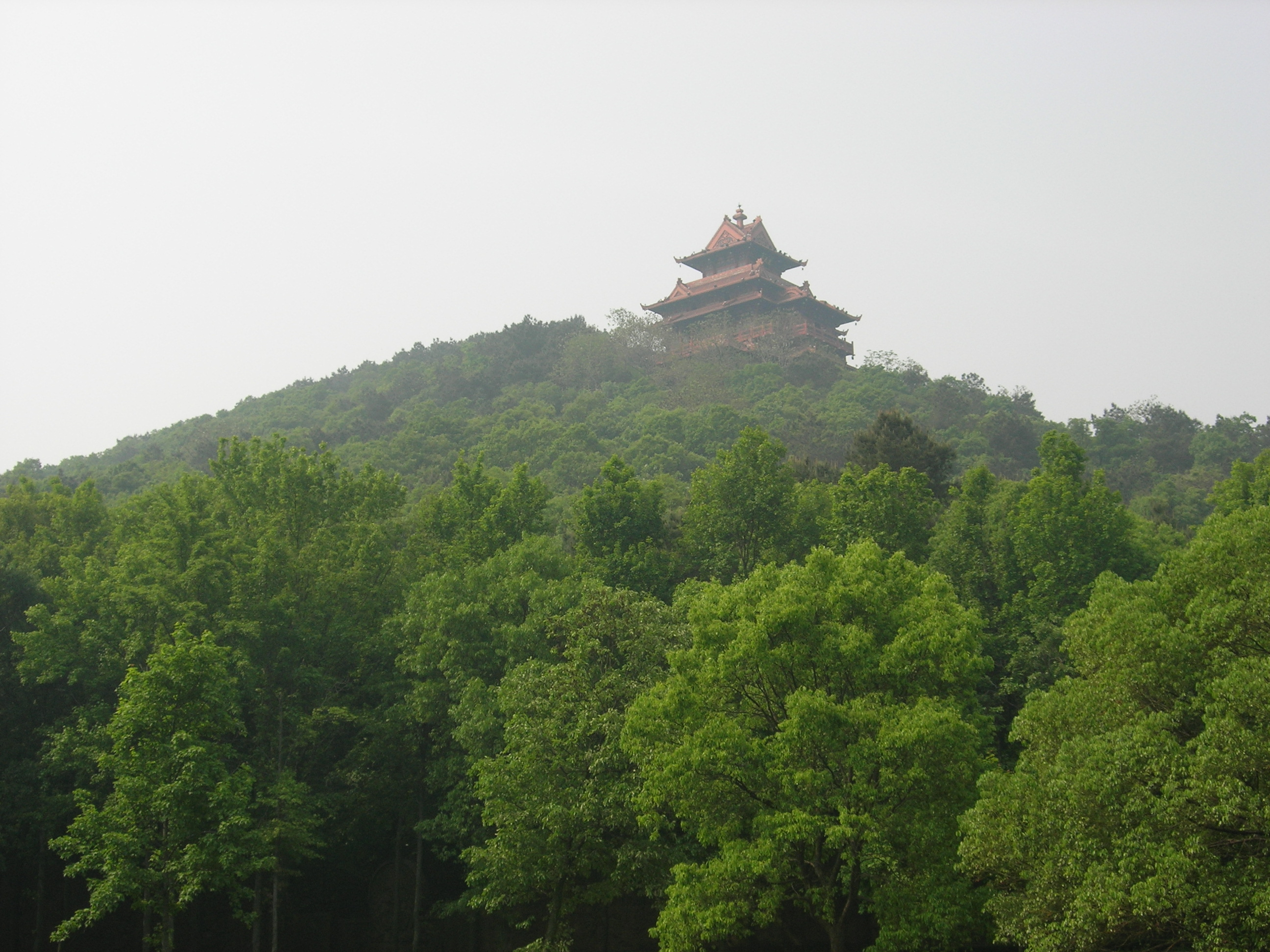
Imagem do monte Mo.

O monte Mo (em chinês: 磨山, pinyin: Mò Shān, lit. ‘Montanha Pedra de Moinho’) (também traduzido como Colina Mo e Moshan), historicamente Monte Mo'er (chinês: 磨儿山) e Monte Long (chinês: 龙山), é uma montanha de importância histórica e cultural localizada na margem sul do Rio Leste, uma atração turística de 5A da China, situada no distrito de Hongshan, Wuhan, província de Hubei, na China.

## Etimologia
A palavra 'Mo' refere-se a uma mó, a montanha é assim chamada porque é redonda como uma.

## História
Há várias centenas de anos o Monte Mo, na época conhecido como Monte Long, era o local do Templo de Fahua. O local abrigava várias centenas de monges. Devido à propagação de doenças através de mosquitos, o templo terá sido abandonado.
Depois de uma visita de Zhu De na primavera de 1954, um pavilhão foi construído em comemoração desta visita com a seguinte inscrição: "东湖暂让西湖好，今后将比西湖强", significando: "Por enquanto, o Lago Leste não é tão bom quanto o Lago Oeste, mas será mais forte do que ele."
Em um evento incomum em 22 de junho de 1999, às 19 horas e 35 minutos, setecentas árvores no Monte Mo foram derrubadas por um vento que vinha do Lago Leste. Houve especulações de que o evento foi o resultado da atividade de OVNIs.
Em 2004, a Comunidade Residencial Moshan (磨山社区) foi transferida do subdistrito de Guanshan para o subdistrito da Área Cênica de Lago Leste.

## Área cênica
O monte Mo é uma área cênica natural e inclui muitos edifícios que refletem a cultura do Império Chu, que são coletivamente referidos como "Cidade Chu" (楚城). A arquitetura da Cidade Chu foi construída na tentativa de imitar a maneira como Ying foi construída. O portão da cidade tem 23,4 metros de altura e 105 metros de comprimento. A torre de vigia tem 12,4 metros de altura e a muralha da cidade tem 11 metros de altura.
O monte Mo inclui o Parque da Flor de Cerejeira do Lago Leste e o Parque da Flor de Ameixa, que foi designado como Centro de Pesquisa em Flores de Ameixa em 1992.